# Shoojit Sircar
Shoojit Sircar (nascut el 1967 és un cineasta, director i productor indi conegut pel seu treballar en pel·lícules hindi. Ha rebut diversos premis, inclosos dos National Film Awards i un Filmfare Award de cinc nominacions.
Sircar va fer el seu debut com a director amb el drama romàntic de guerra Yahaan (2005). Va assolir protagonisme al cinema hindi amb la comèdia romàntica d'èxit crític i comercial Vicky Donor (2012) per la qual va rebre el National Film Award a la millor pel·lícula popular que ofereix entreteniment saludable. El va seguir un any més tard dirigint el thriller d'acció política Madras Cafe (2013).
La seva següent pel·lícula, Piku (2015), va rebre elogis de la crítica quan es va estrenar i va sorgir com un èxit de taquilla, que li va valer diversos premis al millor director i a la millor pel·lícula i li va guanyar el Millor pel·lícula (crítics) als Filmfare Awards. La seva producció casolana, el thriller legal Pink, va guanyar el Millor pel·lícula sobre altres qüestions socials el 2016. Sircar posteriorment va dirigir i produir el drama de la majoria d'edat October (2018) i la comèdia d'Amazon Prime Video Gulabo Sitabo (2020). Aquest últim li va valer una altra nominació al Filmfare Award al Millor Director. El protagonisme de Sircar va augmentar el 2021 amb el drama històric biogràfic Sardar Udham, que va rebre una àmplia elogis de la crítica. També és el cofundador de la productora cinematogràfica Rising Sun Films.

## Carrera

### Primers treballs (2005–2012)
Sircar va fer el seu debut com a director l'any 2005 amb Yahaan. El drama romàntic de guerra va comptar amb Jimmy Sheirgill, Minissha Lamba en una història d'amor ambientada al Caixmir salvatge per la guerra. Va rebre una recepció de la crítica mixta i uns baixos ingressos de taquilla quan es va estrenar. La seva segona pel·lícula, Shoebite, protagonitzada per Amitabh Bachchan ha romàs sense estrenar des del 2018 degut a una bawlla legal pel copyright entre Percept Picture Company i UTV Motion Pictures. La debacle relacionada amb Shoebite va portar Sircar a establir la seva pròpia companyia de producció cinematogràfica l'any 2007 amb Ronnie Lahiri, anomenant-la Rising Sun Films, sota la qual es farien totes les seves pel·lícules com a director. La primera producció casolana de Sircar va ser el drama en bengalí Aparajita Tumi que fou dirigida per Aniruddha Roy Chowdhury.

### Vicky Donori ascens a la prominència (2012–2020)

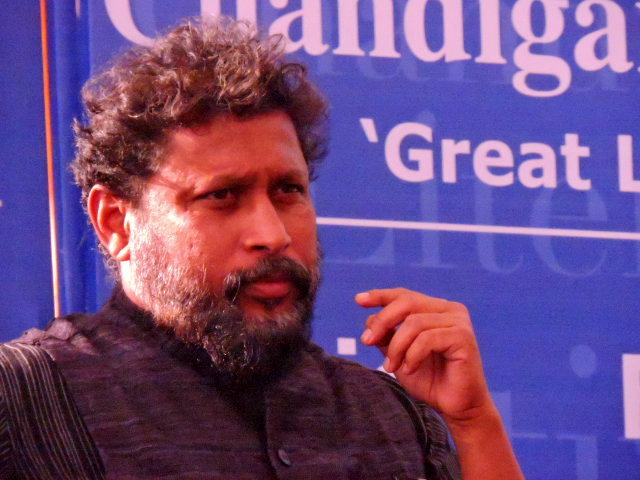
Shoojit Sircar al festival de Literatura de Chandigarh 2016, India

Sircar va assolir protagonisme el 2012 amb la comèdia romàntica d'èxit crític i comercial Vicky Donor. Va marcar el debut cinematogràfic en hindi d'Ayushmann Khurrana i Yami Gautam. La pel·lícula que es va ambientar amb el rerefons de la donació d'esperma i la infertilitat dins d'una llar bengalí-punjabi va recaptar 66.32 crore arreu del món, amb un pressupost de15 crore. Va guanyar el National Film Award a la millor pel·lícula popular que ofereix entreteniment saludable als 60ns National Film Awards. Sircar va declarar que va fer la pel·lícula perquè volia explorar "una mirada alegre al tabú relacionat amb la infertilitat i la inseminació artificial". Abans de començar el rodatge, va investigar els temes de la trama durant més de tres anys. La pel·lícula fou refeta en telugu com Naruda Donoruda (2016) i en tàmil com a Dharala Prabhu (2020).
El va seguir un any més tard amb el thriller d'acció política Madras Cafe protagonitzat per John Abraham i Nargis Fakhri amb el nouvingut Raashi Khanna en els papers principals. Ambientat durant l'època de la Intervenció índia a la guerra civil de Sri Lanka i l'assassinat del primer ministre indi Rajiv Gandhi, va rebre una acollida crítica positiva després del seu llançament. Rajeev Masand de CNN-IBN va assenyalar que "A diferència, en Occident, és difícil fer pel·lícules sobre esdeveniments històrics de la vida real a l'Índia. Les pressions polítiques i els grups sensibles invariablement llancen una clau. És per això que és lloable el que ha fet el director Shoojit Sircar amb Madras Café."
El 2015, Sircar va dirigir i produir Piku. Protagonitzada per Deepika Padukone com a protagonista titular, Amitabh Bachchan i Irrfan Khan, la pel·lícula es basa lliurement en el curtmetratge en bengalí de 1980 Pikoo de Satyajit Ray. Va obtenir un gran reconeixement de la crítica després del seu llançament i va sorgir com un gran èxit comercial. La pel·lícula va ser nominada al Millor Pel·lícula, Millor Director i Millor Pel·lícula (Crítiques) als 61ns Premis Filmfare. El mateix any, Sircar va produir la pel·lícula en bengalí Open Tee Bioscope. La seva següent producció casolana va ser Pink (2016), un thriller legal en hindi amb un elenc de conjunt que inclou Taapsee Pannu, Kirti Kulhari, Andrea Tariang i Amitabh Bachchan. Sircar també va escriure la història de la pel·lícula. Va rebre un gran reconeixement de la crítica i un èxit comercial sorprenent. Als 64ns National Film Awards, Pink va guanyar la categoria de Millor pel·lícula sobre altres temes socials.
La següent de Sircar va ser la pel·lícula coming-of-age dramàtica| October (2018), que segueix el vida d'un intern de gestió d'hotels (interpretat per Varun Dhawan) que té cura del seu company en coma (Banita Sandhu) d'una manera incondicional i poc convencional. Quan es va estrenar, els cineastes van ser acusats de plagiar Aarti – The Unknown Love Story, una pel·lícula marathi dirigida per Sarika Mene. L'Screenwriters Association va revisar el cas i va trobar algunes similituds entre les dues pel·lícules. Tanmateix, finalment es van eliminar tots els càrrecs. October va rebre crítiques positives i va tenir un modest èxit comercial. Aleshores Sircar es va reunir amb Bachchan i Khurrana a la comèdia dramàtica del 2020 Gulabo Sitabo. A causa de la pandèmia de COVID-19, la pel·lícula va ser una de les primeres pel·lícules de Bollywood que es va estrenar directament a Amazon Prime Video a nivell mundial. Va rebre tretze nominacions als 66ns Filmfare Awards, incloent Millor pel·lícula, Millor pel·lícula (crítica) i Millor director.

### Sardar Udhami més enllà (2021–present)

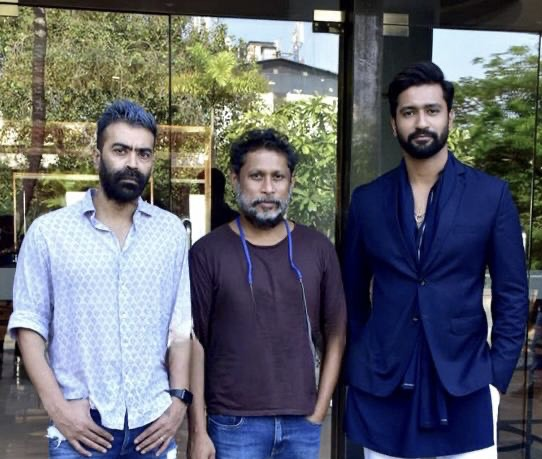
Sircar promocionant Sardar Udham amb Vicky Kaushal (dreta) i Ronnie Lahiri (esquerra)

El protagonisme de Sircar va augmentar el 2021 amb el drama biogràfic Sardar Udham protagonitzada per Vicky Kaushal al paper principal. Basat en la vida d’ Udham Singh, un lluitador per la llibertat del Punjab que va assassinar Michael O'Dwyer a Londres per venjar la massacre de Jallianwala Bagh de 1919 a Amritsar, la pel·lícula va tenir una estrena directa a digital a través d'Amazon Prime Video durant el cap de setmana de Dusshera. Shoojit volia fer una pel·lícula de la vida d'Udham Singh durant els seus dies universitaris i tenia previst produir-la a mitjans dels anys noranta, però el treball de recerca sobre el lluitador per la llibertat li va portar dues dècades llargues. Sardar Udham finalment va rebre un gran reconeixement de la crítica. Saibal Chatterjee de NDTV va declarar "Hi ha un grau d'artesania fenomenal a Sardar Udham ' però res d'això s'utilitza per a un mer efecte. També hi ha molta ànima en aquesta pel·lícula magníficament elaborada." Sardar Udham va ser llistada per diverses publicacions com la millor pel·lícula de Bollywood de l'any.

## Filmografia
| Any  | Pel·lícula              | Director | Productor | Guionista | Llengua |
| ---- | ----------------------- | -------- | --------- | --------- | ------- |
| 2005 | Yahaan                  | Sí       |           |           | Hindi   |
| —    | Shoebite (No estrenada) | Sí       |           |           | Hindi   |
| 2012 | Aparajita Tumi          |          | Sí        | Bengalí   |         |
| 2012 | Vicky Donor             | Sí       |           | Hindi     |         |
| 2013 | Madras Cafe             | Sí       | Sí        | Hindi     |         |
| 2015 | Piku                    | Sí       |           | Hindi     |         |
| 2015 | Open Tee Bioscope       |          | Sí        | Bengali   |         |
| 2016 | Pink                    | Sí       | Sí        | Hindi     |         |
| 2017 | Running Shaadi          | Sí       |           | Hindi     |         |
| 2018 | October                 | Sí       |           | Hindi     |         |
| 2020 | Gulabo Sitabo           | Sí       | Sí        |           |         |
| 2021 | Sardar Udham            | Sí       | Sí        |           | Hindi   |
| 2021 | Deep6                   |          | Sí        |           | Bengali |

## Premis
| Any  | Obra                      | Premis                                   | Categoria                                                     | Resultat  | Ref.          |
| ---- | ------------------------- | ---------------------------------------- | ------------------------------------------------------------- | --------- | ------------- |
| 2013 | Vicky Donor               | National Film Awards                     | Millor pel·lícula popular que ofereix entreteniment saludable | Guanyador | [ 41 ]        |
| 2013 | Vicky Donor               | Filmfare Awards                          | Millor director                                               | Nominat   | [ 42 ]        |
| 2013 | Vicky Donor               | Stardust Awards                          | Millor director                                               | Guanyador | [ 43 ]        |
| 2013 | Vicky Donor               | Star Screen Awards                       | Millor director                                               | Nominat   | [ 44 ]        |
| 2013 | Vicky Donor               | Producers Guild Film Awards              | Millor director                                               | Nominat   | [ 45 ]        |
| 2013 | Vicky Donor               | Times of India Film Awards               | Millor director                                               | Nominat   | [ 46 ]        |
| 2013 | Vicky Donor               | International Indian Film Academy Awards | Millor director                                               | Nominat   | [ 47 ]        |
| 2014 | Madras Cafe               | BIG Star Entertainment Awards            | Pel·lícula de drama social més entretinguda                   | Nominat   | [ 48 ]        |
| 2014 | Madras Cafe               | BIG Star Entertainment Awards            | pel·lícula de thriller més entretinguda                       | Nominat   | [ 48 ]        |
| 2014 | Madras Cafe               | Star Screen Awards                       | Ramnath Goenka Memorial Award                                 | Guanyador | [ 49 ] [ 50 ] |
| 2014 | Madras Cafe               | Star Screen Awards                       | Millor director                                               | Guanyador | [ 49 ] [ 50 ] |
| 2014 | Madras Cafe               | Star Screen Awards                       | Millor pel·lícula                                             | Nominat   | [ 49 ] [ 50 ] |
| 2014 | Madras Cafe               | Zee Cine Awards                          | Millor guió                                                   | Nominat   | [ 51 ]        |
| 2016 | Piku                      | Filmfare Awards                          | Millor pel·lícula (Critics)                                   | Guanyador | [ 52 ] [ 53 ] |
| 2016 | Piku                      | Filmfare Awards                          | Millor director                                               | Nominat   | [ 52 ] [ 53 ] |
| 2016 | Piku                      | Indian Film Festival of Melbourne        | Millor director                                               | Guanyador | [ 54 ]        |
| 2016 | Piku                      | Indian Film Festival of Russia           | Millor director                                               | Guanyador | [ 55 ]        |
| 2016 | Piku                      | Jagran Film Festival                     | Millor director                                               | Guanyador | [ 56 ]        |
| 2016 | Piku                      | International Indian Film Academy Awards | Millor director                                               | Nominat   | [ 57 ]        |
| 2016 | Piku                      | Producers Guild Film Awards              | Millor director                                               | Nominat   | [ 58 ]        |
| 2016 | Piku                      | Times of India Film Awards               | Millor director                                               | Nominat   | [ 59 ]        |
| 2016 | Piku                      | Zee Cine Awards                          | Millor director                                               | Nominat   | [ 60 ]        |
| 2017 | Pink                      | National Film Awards                     | Millor pel·lícula sobre qüestions socials                     | Guanyador | [ 61 ]        |
| 2017 | Pink                      | Star Screen Awards                       | Millor pel·lícula                                             | Guanyador | [ 62 ]        |
| 2017 | Pink                      | Indian Film Festival of Melbourne        | Millor pel·lícula                                             | Guanyador | [ 63 ]        |
| 2017 | Pink                      | Zee Cine Awards                          | Millor pel·lícula (Critics)                                   | Guanyador | [ 64 ] [ 65 ] |
| 2017 | Pink                      | Zee Cine Awards                          | Millor pel·lícula                                             | Nominat   | [ 64 ] [ 65 ] |
| 2017 | Pink                      | Filmfare Awards                          | Millor pel·lícula                                             | Nominat   | [ 66 ]        |
| 2017 | Pink                      | Stardust Awards                          | Millor pel·lícula                                             | Nominat   | [ 67 ]        |
| 2017 | Pink                      | AACTA Awards                             | Millor pel·lícula asiàtica                                    | Nominat   | [ 68 ]        |
| 2018 | October                   | Indian Film Festival of Melbourne        | Millor director                                               | Nominat   | [ 69 ]        |
| 2020 | Gulabo Sitabo             | Filmfare Awards                          | Millor director                                               | Nominat   |               |
| 2022 | Millor director           | Filmfare Awards                          | Sardar Udham                                                  | Nominat   |               |
| 2022 | Millor pel·lícula Critics | Filmfare Awards                          | Sardar Udham                                                  | Guanyador |               |